# Krzysztof Kwiatkowski (polityk)
Krzysztof Kwiatkowski (ur. 14 maja 1971 w Zgierzu) – polski prawnik, polityk i urzędnik państwowy.
Senator VII, X i XI kadencji (2007–2011, od 2019), poseł na Sejm VII kadencji (2011–2013). Minister sprawiedliwości (2009–2011), prokurator generalny (2009–2010), prezes Najwyższej Izby Kontroli (2013–2019).

## Życiorys
Syn Edmunda (zapaśnika i medalisty mistrzostw Polski) oraz Marianny (pielęgniarki). Ukończył Szkołę Podstawową im. Ludwika Waryńskiego, następnie I Liceum Ogólnokształcące im. Stanisława Staszica w Zgierzu. W wieku 17 lat wstąpił do Federacji Młodzieży Walczącej. Studia rozpoczął na Wydziale Prawa i Administracji Uniwersytetu Łódzkiego, naukę na pewien czas przerwała mu choroba nowotworowa. Studia ukończył na Wydziale Prawa i Administracji Uniwersytetu Warszawskiego, uzyskując tytuł zawodowy magistra prawa. Działał w Niezależnym Zrzeszeniu Studentów, był członkiem władz krajowych stowarzyszenia (m.in. wiceprezesem).
Na początku lat 90. prowadził własną działalność gospodarczą, później pracował jako menedżer w spółkach prywatnych i komunalnych. Od 1994 był związany z samorządem terytorialnym. W kadencji 1994–1998 był radnym Zgierza. Później do 2002 zasiadał w radzie powiatu zgierskiego I kadencji. Od 2002 do 2006 zajmował stanowisko wiceprezydenta Zgierza, odpowiedzialnego m.in. za finanse, oświatę, kulturę, sport oraz inwestycje i pozyskiwanie funduszy europejskich.
W latach 1997–2001 był sekretarzem osobistym Prezesa Rady Ministrów, Jerzego Buzka. Działał w AWS. Należał do Porozumienia Centrum, a potem do Ruchu Społecznego AWS (był szefem Ruchu Młodych RS AWS). Od 2004 do 2013 należał do Platformy Obywatelskiej. Był członkiem zarządu krajowego Polskiego Komitetu Paraolimpijskiego.
Bez powodzenia ubiegał się o mandat poselski w 1997 z listy AWS i 2001 z ramienia AWSP. W wyborach samorządowych w 2006 kandydował na urząd Prezydenta Miasta Łodzi. W I turze uzyskał drugi wynik (27,03% poparcia, 59 946 głosów). W II turze przegrał z Jerzym Kropiwnickim, otrzymując 44,31% głosów. W tym samym roku uzyskał mandat radnego sejmiku łódzkiego, w którym objął stanowisko wiceprzewodniczącego.
W wyborach parlamentarnych w 2007 z ramienia PO został wybrany na senatora VII kadencji w okręgu łódzkim, otrzymując 164 151 głosów. Kierował Komisją Ustawodawczą. Po powołaniu Andrzeja Czumy na urząd ministra sprawiedliwości Krzysztof Kwiatkowski 4 lutego 2009 objął stanowisko sekretarza stanu w tym resorcie.
14 października tego samego roku został powołany przez prezydenta Lecha Kaczyńskiego na urzędy ministra sprawiedliwości i prokuratora generalnego w pierwszym rządzie Donalda Tuska. Po ustawowym rozdzieleniu tych funkcji na stanowisku prokuratora generalnego 31 marca 2010 zastąpił go Andrzej Seremet. 11 kwietnia 2010 został członkiem Międzyresortowego Zespołu do spraw koordynacji działań podejmowanych w związku z tragicznym wypadkiem lotniczym pod Smoleńskiem, powołanego przez premiera Donalda Tuska po katastrofie polskiego Tu-154 w Smoleńsku. W wyborach parlamentarnych w 2011 był kandydatem Platformy Obywatelskiej do Sejmu z trzeciego miejsca w okręgu łódzkim. Uzyskał mandat poselski, zdobywając 68 814 głosów.
26 lipca 2013 został powołany przez Sejm na prezesa Najwyższej Izby Kontroli. Jeszcze w tym samym miesiącu złożył rezygnację z członkostwa w PO. 9 sierpnia jego wybór na szefa NIK zatwierdził Senat, w tym samym dniu przestał być posłem na Sejm RP. Urząd prezesa NIK objął 18 dni później. W sierpniu 2015 prokurator Prokuratury Apelacyjnej w Katowicach złożył wniosek o uchylenie mu immunitetu w związku z zamiarem przedstawienia zarzutów dotyczących przestępstw urzędniczych związanych z niektórymi konkursami na kierownicze stanowiska w NIK. Krzysztof Kwiatkowski wniósł do marszałka Sejmu o uchylenie mu immunitetu, deklarując również przekazanie nadzoru nad prowadzonymi kontrolami i jednostkami organizacyjnymi izby swoim zastępcom. 19 sierpnia 2019 złożył na ręce marszałek Sejmu Elżbiety Witek rezygnację z funkcji prezesa NIK w związku z zamiarem startu w wyborach parlamentarnych w tym samym roku. Ostatecznie zakończył urzędowanie 30 sierpnia 2019, gdy na czele NIK stanął Marian Banaś.
W wyborach parlamentarnych w 2019 z ramienia KWW Krzysztofa Kwiatkowskiego został wybrany na senatora z okręgu nr 24, zdobywając 79 348 głosów. W Senacie współtworzył Koło Senatorów Niezależnych i objął funkcję przewodniczącego Komisji Ustawodawczej. W styczniu 2020 został wybrany przez Senat na członka Krajowej Rady Sądownictwa. W wyborach parlamentarnych w 2023 uzyskał reelekcję jako kandydat paktu senackiego, otrzymując w dotychczasowym okręgu 139 689 głosów. W XI kadencji Senatu objął funkcje przewodniczącego Koła Senackiego Niezależni i Samorządni oraz Komisji Ustawodawczej. Kolejny raz został też przedstawicielem izby wyższej w KRS. W lutym 2024 przeszedł z KS NiS do Klubu Parlamentarnego Koalicji Obywatelskiej. W tym samym roku powrócił także do PO.

## Wyniki w wyborach ogólnopolskich
| Wybory | Komitet wyborczy  | Komitet wyborczy                         | Organ              | Okręg           | Wynik            |
| ------ | ----------------- | ---------------------------------------- | ------------------ | --------------- | ---------------- |
| 1997   |                   | Akcja Wyborcza Solidarność               | Sejm III kadencji  | nr 27           | 6164 (1,46%)     |
| 2001   |                   | Akcja Wyborcza Solidarność Prawicy       | Sejm IV kadencji   | nr 11           | 5181 (1,52%)     |
| 2007   |                   | Platforma Obywatelska                    | Senat VII kadencji | nr 9            | 164 151 (38,85%) |
| 2011   | Sejm VII kadencji | Platforma Obywatelska                    | nr 9               | 68 814 (19,00%) |                  |
| 2019   |                   | KWW Krzysztofa Kwiatkowskiego            | Senat X kadencji   | nr 24           | 79 348 (38,09%)  |
| 2023   |                   | KWW Krzysztof Kwiatkowski – Pakt Senacki | Senat XI kadencji  | nr 24           | 139 689 (59,90%) |

## Życie prywatne
Był żonaty z Renatą, z którą ma dwóch synów; małżeństwo zakończyło się rozwodem.

## Odznaczenia i wyróżnienia
- Odznaka „Za Zasługi dla Światowego Związku Żołnierzy Armii Krajowej” – 2014[20]
- Odznaka honorowa „Zasłużony dla Regionalnego Centrum Krwiodawstwa i Krwiolecznictwa w Łodzi” – 2025[21]
- Krzyż Komandorski z Gwiazdą Orderu Zasługi Republiki Węgierskiej (cywilny) – 2011, Węgry[22][23]
- Order Księcia Jarosława Mądrego V klasy – 2019, Ukraina[24]

- Nagroda im. Andrzeja Bączkowskiego – 2013[25]